# Astor de Toussenel
L'astor de Toussenel (Aerospiza toussenelii; syn: Accipiter toussenelii) és una espècie d'ocell de la família dels accipítrids (Accipitridae). Habita zones de selva i bosc d'Àfrica central i Occidental, des del Senegal cap a l'est fins a l'oest d'Uganda i cap al sud fins a la zona del golf de Guinea, incloent l'illa de Bioko, i el nord de la República Democràtica del Congo. El seu estat de conservació es considera de risc mínim.

## Taxonomia
Tradicionalment l'astor de Toussenel estava classificat dins el gènere Accipiter. Tanmateix, estudis filogenètics moleculars van trobar que aquest gènere era polifilètic i es va proposar reordenar les seves espècies en 5 gèneres monofilètics. En base a aquests estudis, el Congrés Ornitològic Internacional, en la seva llista mundial d'ocells (versió 14.2, 2024) transferí aquesta espècie al gènere Aerospiza, que fou recuperat per a tal fí.
Segons el Handook of the Birds of the World i la quarta versió de la BirdLife International Checklist of the birds of the world (Desembre 2019), aquest tàxon apareix classificat dins del gènere Accipiter.
Anteriorment s'havia considerat que aquest tàxon conformava un grup de subespècies dins de l'astor taixiró (Accipiter tachiro).